# 조선상고사감
조선상고사감(朝鮮上古史鑑)은 한국 고대사에 관한 저서이다. 독립운동가이며 정치인인 안재홍(安在鴻)의 사서(史書)로, 1947년 7월 상권이, 48년 하권이 민우사에서 간행되었다.
상권의 내용으로는 ① 기자조선고(箕子朝鮮考) ② 아사달(阿斯達)과 백악(白岳)·평양·부여변(夫餘辨) ③ 고구려건국사정고(高句麗建國事情考) ④ 고구려직관고(高句麗職官考) ⑤ 신라건국사정고 ⑥ 신라직관고략 ⑦ 삼한(三韓)과 그 법속고(法俗考) ⑧ 육가락국소고(六加羅國小考), 하권에는 ① 부여조선고 ② 밝·발·배 원칙과 그의 순환공식 ③ 고구려와 평양별고(平壤別考) ④ 백제사총고(百濟史總考) ⑤ 조선상대 지리문화고에 대한 글이 실려 있다.
연구 방법에 있어서 신채호(申采浩)나 정인보(鄭寅普)의 연구영역과 발상에서 출발하면서도 그들이 가지고 있는 민족주의 사학의 한계성을 지적, 극복하려는 점에서 독자성을 지닌다. 또한 언어학적 방법과 근대 사회과학 방법을 연구에 응용하였고, 고대사 연구에 사회발전 단계설에 도입하여 단군조선에서 삼국시대로 발전해 가는 것을 규명하였다.